# Carcavelinhos Football Clube
O Carcavelinhos Football Club foi um clube da cidade de Lisboa, mais concretamente em Alcântara, fundado a 14 de Fevereiro de 1912 e extinto a 18 de Setembro de 1942 após fusão com o União Foot-Ball Lisboa, que deu origem ao Atlético Clube de Portugal.

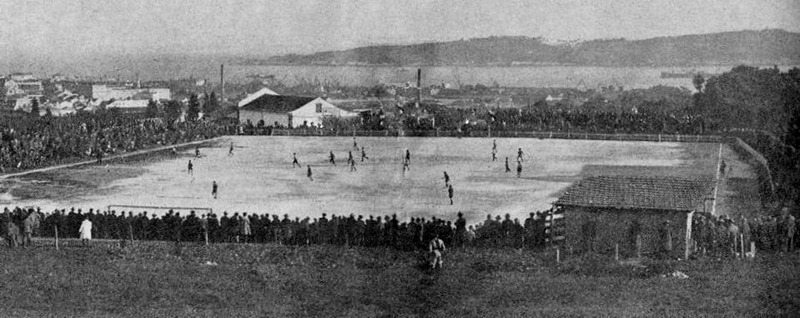
Campo da Tapadinha, onde hoje se situa o Estádio da Tapadinha.

Foi um dos sete clubes que venceu o Campeonato de Portugal, prova antecessora do que é hoje a Taça de Portugal. A vitória do Carcavelinhos ocorreu na temporada de 1927/28, onde bateu o Sporting na final por 3-1, a 30 de Junho de 1928.

## Palmarés
- Campeonato de Portugal: 1 vez vencedor (1927/28).
- II Divisão Nacional: 2 vezes vencedor (1934/35 e 1938/39).
- Taça de Honra 2ª Categoria – AF Lisboa: 5 vezes vencedor (1923/24, 1924/25, 1927/28, 1933/34 e 1936/37).
- Taça de Honra 4ª Categoria – AF Lisboa: 1 vez vencedor (1925/26).
- Taça de Honra Juniores – AF Lisboa: 2 vezes vencedor (1937/38 e 1941/42).